# Apple Watch
Еплов сат (енгл. Apple Watch) је паметни сат створен од стране предизећа Епл-а. и најављен од стране Тима Кука 9. септембра 2014 године. Еплов сат омогућава праћење телесне кондиције и има низ здравствено оријентисаних опција, као и интеграцију са iOS-ом и осталим Епловим производима и услугама. Епл је најавио да је Еплов сат доступан у три "колекције/модела": Еплов сат спорт (Apple Watch Sport), Еплов сат (Apple Watch) и Еплов сат едиција (Apple Watch Edition). Сат се ослања на повезаност са ајфоном за обављање многих уобичајених функција (нпр. позивање и унос текста) и бежично је компатибилан са iPhone 5 или новијим моделима који раде на iOS 8.2 или каснијем, употребом Bluetooth-a или Wi-Fiјем.

## Карактеристике
Еплов сат ради са Apple Pay-ом, а мобилна плаћања најављена су на истом скупу као сат, 9. септембра, 2014. Сат је у стању да прима телефонске позиве, као и iMessage и СМС текстуалне поруке преко упарених iPhone уређаја и може пратити кондицију, покренути апликацију треће стране и користити опцију Apple под називом "Handoff". Такође може да контролише Apple TV, као и да се понаша као воки-токи, визир за iPhone камеру, даје особи која га носи правце преко native app мапама, а може да складишти картице и карте у књижицу. Еплов сат обухвата Сири, персоналног асистента. Еплов сат исто користи "force touch" улаз, који омогућава сату да зна да ли се сила уноса примењује тешко или мекано.
Ако је батерија сата исцрпљена до одређеној нивоа, сат ће ући у мод резервне снаге, који омогућава кориснику да настави да чита током додатних 72 сата. Након пуњења батерије, сат се враћа у нормални режим рада.

## Апликације
Еплов сат има неколико подразумеваних апликација, које су све развијене од стране Епла. WatchKit је софтверски рам укључен у иОС СДК који омогућава програмерима да праве апликације за Еплов сат, са опцијом коришћења “Сан Франциско” типа слова као главни фонт писма за апликацију. Различите апликације које су стварене од стране програмера могу бити пуштене на Apple App Store Watch.
App Store је сат који се, за разлику од других производа Епла, не налази на уређају, већ је бежично повезан са ајфоном. Корисник мора да има “сат апликацију” инсталирану на ајфону и да има та два уређаја упарена заједно. Телефон ће се користити за већину функција Watch-а, укључујући и услуге као што су позивање или унос текста. Сатов App Store ће радити на сличан начин на другим App Store-има. Већина апликација су поједностављене верзије њиховог мобилног телефона или рачунара заснованих контраделова.

## Дизајн
Еплов сат има три збирке, са мотивима у две различите величине случаја: 38 мм и 42 мм проширила широм 38 појединих модела. Случај са сатом укључује и механизам који би омогућио да се међусобно мењају траке. Његов екран је осетљив на додир и осетљив је на притисак који се може разликовати и има дигиталну круну која може бити прилагођена у скрол или зумирање, притиснуто за повратак на почетни екран. Сат има и тастер за приказивање листу контаката и пуни се путем индуктивног пуњења, преко кабла сличном као и код MagSafe кабла из Apple MacBook породице лаптопова.
Епл је дизајнирао нов тип слова по имену “Сан Франциско” за Еплов сат за који каже да је дизајниран за читљивост на малом екрану уређаја.